# John Burland

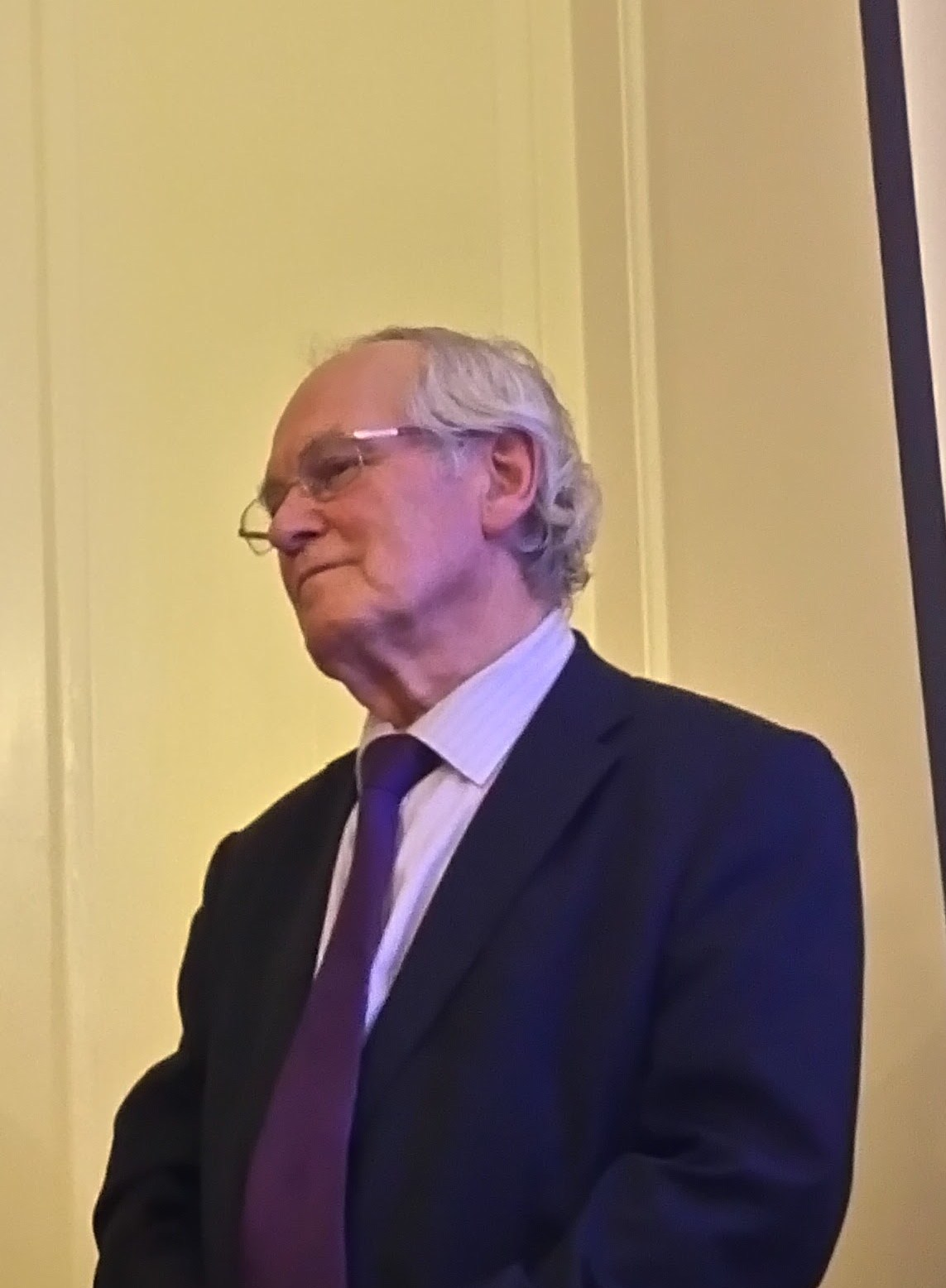
John Burland

John Boscawen Burland  (* 4. März 1936 in Buckinghamshire) ist ein britischer Bauingenieur für Geotechnik.
Burlands Familie wanderte nach dem Zweiten Weltkrieg nach Südafrika aus, wo er  in Johannesburg auf die Schule ging. Er studierte Bauingenieurswesen an der Witwatersrand-Universität mit einem Abschluss 1958. Ab 1961 war er beim Ingenieurbüro Ove Arup and Partners in London. Er wechselte wieder an die Universität, wurde 1968 an der Universität Cambridge bei Kenneth Roscoe promoviert (Deformation of soft clay) und ging an das Building Research Establishment (BRE) in Watford, wo er 1972 die geotechnische Abteilung übernahm und am Ende stellvertretender Direktor war. 1980 wurde er Professor für Bodenmechanik am Imperial College.
Als Ingenieurwissenschaftler arbeitete er an der Critical State Soil Mechanics seines Lehrers Roscoe und verbesserte (in seiner Dissertation) darin das Cam Clay Modell des Tonverhaltens. Mitte der 1970er Jahre betreute er einige tiefe Baugruben in der Londoner Innenstadt, zum Beispiel die Tiefgarage unter dem Westminster Palace (Parlament), wo frühe Finite-Elemente-Berechnungen für Baugruben durchgeführt wurden und mit Verformungs-Messungen an der Baugrube bzw. Tiefgarage verglichen wurden. Später war er an der Sicherung wichtiger Bauten wie Big Ben und das Parlament entlang der Erweiterung der U-Bahn (London Underground Jubilee Line) beteiligt.
Bekannt wurde er auch, als er in den 1990er Jahren zwölf Jahre an den geotechnischen Rettungsmaßnahmen für den Schiefen Turm von Pisa beteiligt war. Er war Mitglied der italienischen geotechnischen Kommission zur Rettung des Turms (geleitet von Michele Jamiolkowski) und entwickelte ein System der Bodenentnahme von der Nordseite des Turms (der nach Süden geneigt ist), so dass sich dieser durch sein Eigengewicht wieder aufrichtete. Die Arbeiten begannen im Februar 1999, nachdem der Turm durch Stahlseile gesichert war. Die Neigung wurde auf den Stand von 1838 reduziert (4 m aus der Vertikalen an der 60 m hohen Spitze). 2001 wurde er wieder für das Publikum eröffnet. Burland erhielt dafür hohe italienische Orden. Er war außerdem in der Kommission zur Gründungssicherung der Kathedrale in Mexiko-Stadt (bekannt für Erdbeben-Gefährdung und einen schwierigen Baugrund auf einem ehemaligen See mit Vulkanasche-Ablagerungen).

## Ehrungen
- 1989 Kelvin-Medaille
- 1990 Rankine Lecturer (On the compressibility and shear strength of natural clays, Geotechnique, Band 40, 1990, S. 329–378)
- 1997 die Goldmedaille der Institution of Structural Engineers
- 2000 hielt er die Annual Lecture beim Henderson Colloquium der IABSE[5] (A tale of two towers).
- 2001 die Goldmedaille der Institution of Civil Engineers (ICE).
- 2002 Vizepräsident der ICE
- 2002 wurde er Präsident der Abteilung Ingenieurswesen der British Association for the Advancement of Science.
- 2003 Lord Lloyd of Kilgerran Prize der Foundation of Science and Technology
- 2003 Mitglied der Academia Europaea
- 2003 Commendadore der Ordine della Stella di Solidarieta Italiana
- 2005 Commander of the British Empire (CBE)
- 2016 Mitglied der National Academy of Engineering